# Sundanina bimontana
Sundanina bimontana är en mångfotingart som först beskrevs av Carl 1932.  Sundanina bimontana ingår i släktet Sundanina och familjen orangeridubbelfotingar. Inga underarter finns listade i Catalogue of Life.